# Бафер
Бафер или међуспремник (енгл. Buffer) обично представља део рачунарске меморије, издвојен да би се у њега бележили подаци потребни за међукораке при извођењу одређених радњи. У ширем смислу може да представља било који медијум на кога се спремају подаци који већ негде постоје или су на неки начин добијени, у сврху даљег коришћења.
На пример, потребно је прекопирати садржај са једне пуне дискете на другу, празну, а имамо на располагању само један уређај за дискете. Проблем се решава тако што се прво садржај пуне дискете пребаци у рачунарску меморију тј. бафер привремено додељен за ту сврху, па се онда из рачунарске меморије сними на празну дискету. Бафер може и не мора да ради на ради по FIFO-принципу (енгл. First In, First Out, први приспели податак први излази). Наиме, редослед којим се бафер попуњава и чита зависи од конкретног проблема који се решава.
Процес при којем се бафер пуни подацима се назива баферовање одн. међуспремање тих података.